# Санеєвка
Сане́євка (рос. Санеевка, ерз. Сайнеле) — присілок у складі Атяшевського району Мордовії, Росія. Входить до складу Козловського сільського поселення.

## Населення
Населення — 43 особи (2010; 71 у 2002).
Національний склад (станом на 2002 рік):
- ерзяни — 99 %